# Julio Morgado
Julio Morgado (Lora del Río, Sevilla, 29 de marzo de 1985) es un balonmanista español, formado en la cantera del Club Balonmano Lauro de su localidad natal. En edad juvenil pasó a jugar con el ARS Palma del Río llegando a debutar en liga ASOBAL en la temporada 2012/13. En la actualidad juega en el BM PROIN Triana desde la temporada 2022/23.

## Trayectoria
Julio se formó en las categorías inferiores del Club Balonmano Lauro de su localidad natal. En su suegundo año de juvenil pasó a jugar con el ARS Palma del Río llegando a debutar en liga ASOBAL en la temporada 2012/13. A partir de la temporada 2013/14 estuvo jugando en el club palmeño en División de Honor Plata. En la temporada 2019/20 el ARS renunció a jugar en División de Honor Plata. Esta circunstancia fue clave en la salida de morgado hacia el club de la capital cordobesa el Balonmano Córdoba.
Con el club palmeño logró en dos ocasiones consecutivas la Copa de Andalucía, en ambos casos soprendiendo en la final al Club Balonmano Puente Genil que militaba en Liga Asobal.
Tras un año en la disciplina del BM Córdoba, volvió a jugar en el Palma del Río la temporada 2021/22, esta vez en Primera División Nacional.
La temporada 2022/23 fue el primer fichaje del BM PROIN Triana de la mano de su director técnico Juan Andreu, coincidiendo con Víctor Montesinos que ya lo tuvo a sus órdenes en el ARS Palma del Río.

## Historial de Temporadas
| Temporada | Liga                              | Equipo            | Fase         | Goles | Partidos | Media |
| --------- | --------------------------------- | ----------------- | ------------ | ----- | -------- | ----- |
| 2018/2019 | División de Honor Plata           | ARS Palma del Río | -            | 111   | 30       | 3,7   |
| 2019/2020 | División de Honor Plata           | ARS Palma del Río | -            | 68    | 21       | 3,24  |
| 2020/2021 | División de Honor Plata - Grupo B | ARS Palma del Río | 1.ª Fase     | 47    | 18       | 2,61  |
| 2020/2021 | División de Honor Plata - Grupo B | ARS Palma del Río | Fase Ascenso | 20    | 10       | 2     |
| 2021/2022 | Primera División Nacional Grupo F | ARS Palma del Río | -            | 81    | 23       | 3,52  |
| 2022/2023 | Primera División Nacional Grupo F | CB PROIN Triana   | -            | 89    | 28       | 3,18  |
| 2023/2024 | 1.ª División Gr.F                 | CB PROIN Triana   | 1.ª Fase     | 65    | 22       | 2,95  |
| 2023/2024 | 1.ª División Gr.F                 | CB PROIN Triana   | Fase Ascenso | 8     | 3        | 2,67  |

- Actualizado a 10/02/2024 - Jornada 20 - Fuente:RFEBM

## Títulos
- Copa de Andalucía 2014/15

- Copa de Andalucía 2015/16